# 杭州东方文化园

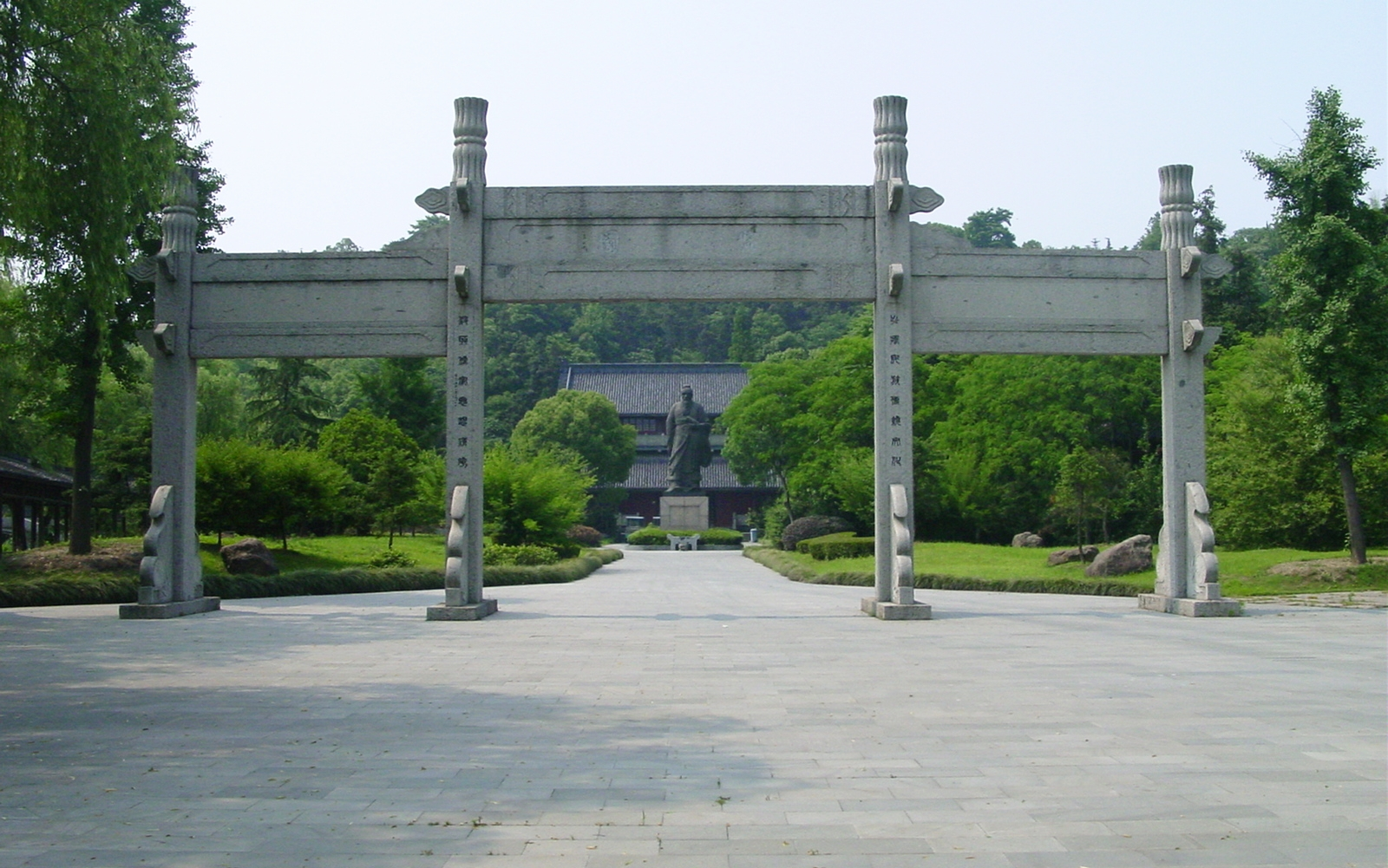
东方文化园-孔庙

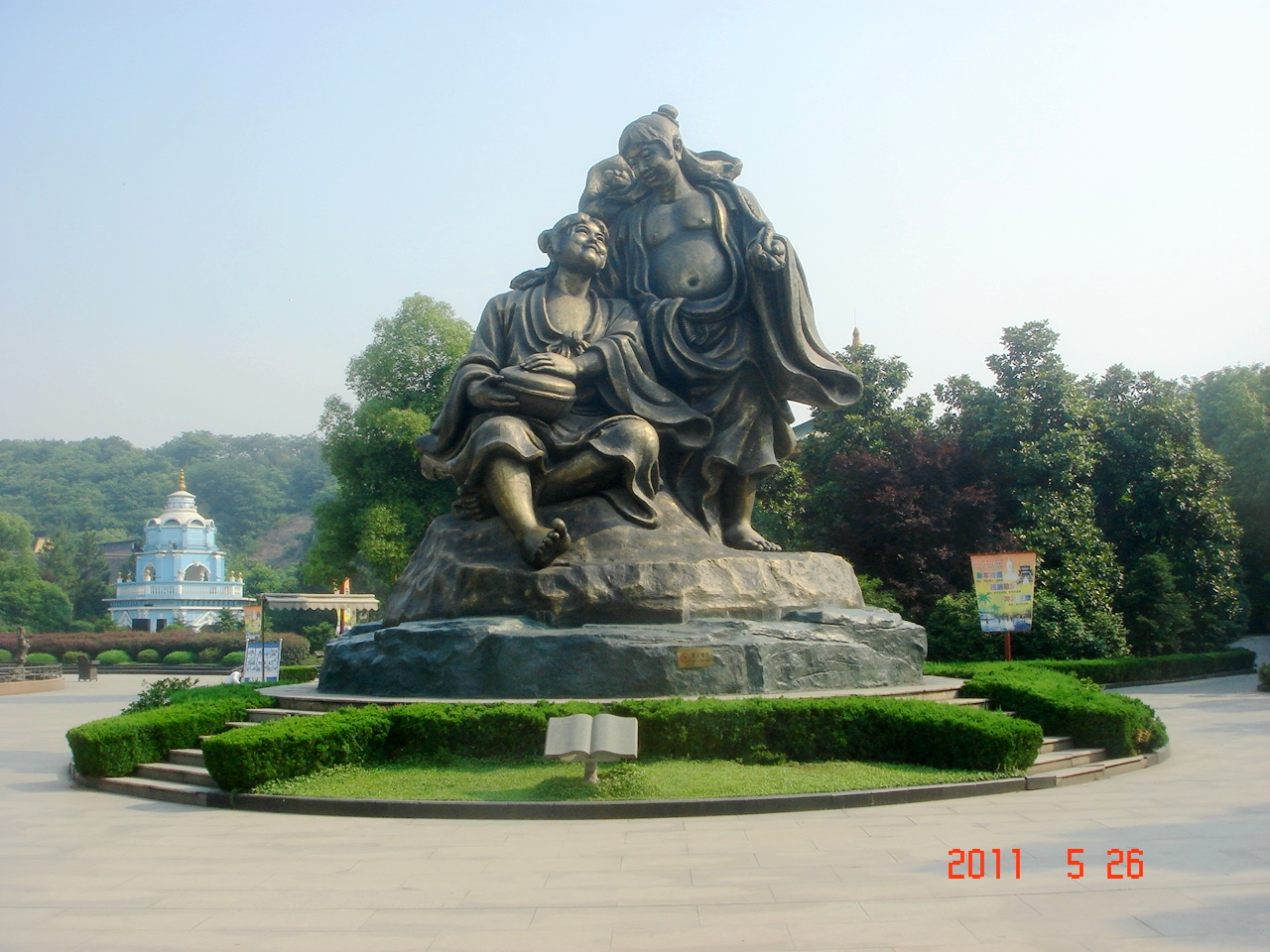
观音菩萨泼水广场

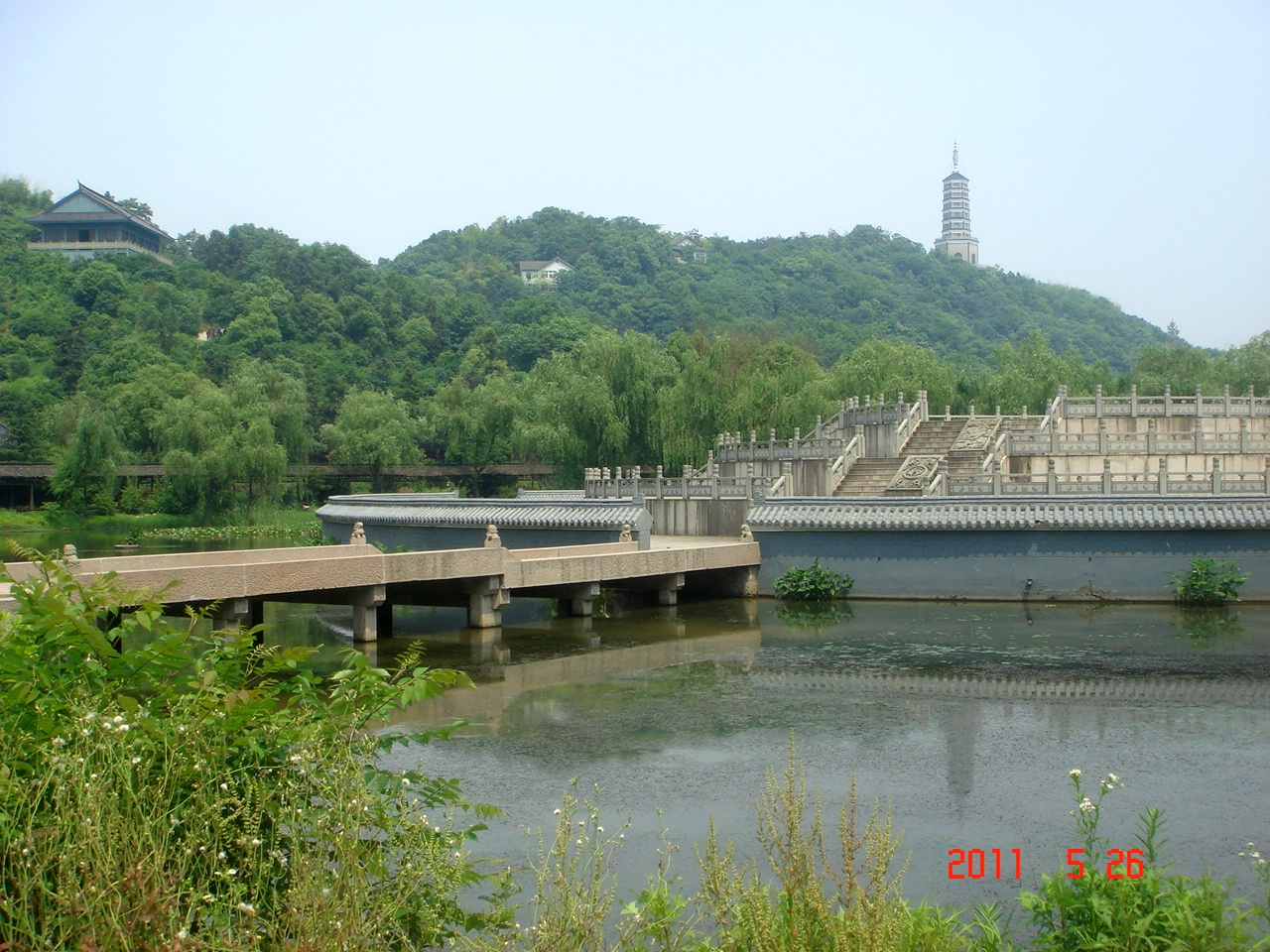
道区

杭州东方文化园是位于中華人民共和國杭州市萧山区义桥镇杨岐山南麓的主题乐园，为国家4A级景区。也是中国十佳主题公园之一。

## 简介
1999年8月25日奠基开工，2000年9月25日一期景区开园。2003年12月15日被国家旅游局评为AAAA级旅游景区。
景区占地4720亩，由浙江中强建工集团投资逾17亿元开发，分为世纪广场（观音显圣景观）、佛教区（杨岐禅寺）、道家区、度假区、山瑞揽胜、小呼伦贝尔草原、百草园等八大景区。距杭州市区和萧山城区各15公里，距萧山国际机场20公里。园内以周易八卦布局，儒、释、道同构建筑，长2728米的彩绘文化艺术长廊贯穿全园，展示了东方传统文化的深厚底蕴。
文化园被有关部门命名为世界宗教学术研究基地、中国佛教文化展示中心、中华民族东方文化园、中华少年儿童文化艺术活动基地。

## 游览
- 联票价：成人128元/人，1.2—1.5米儿童50元/人，1.2米以下儿童免票；[6]
- 开放时间：8：00—17：00
- 公共交通：杭州望江东路公交站178路直达文化园；萧山杭州南站726路车直达文化园；[7]405路。